# Christians on the Left
De Christians on the Left (Nederlands: Linkse Christenen), in het verleden bekend onder de naam Christian Socialist Movement (CSM), is een Britse politieke beweging van christenen gelieerd aan de Labour Party. Het is internationaal gezien de belangrijkste beweging binnen het christensocialisme.
Christians on the Left werd opgericht als de Christian Socialist Movement en is een fusie tussen de Society of Socialist Clergy and Ministers en de Socialist Christian League. De eerste bijeenkomst van de beweging was in 1960. De eerste voorzitter was Donald Soper. De beweging gaf in eerste instantie invulling aan de behoefte aan links christelijk activisme.
In 1988 lieerde de Christian Socialist Movement zich aan de Labour Party. Op dit moment heeft de beweging ongeveer 40 leden in het Lager- en Hogerhuis. De voormalige premiers Tony Blair en Gordon Brown zijn lid van Christians on the Left. 
In 2013 werd de naam van de beweging gewijzigd in Christians on the Left.
Christians on the Left is lid van de Internationale Liga van Religieus-Socialisten.